# Bowman Lake Patrol Cabin
Pour les articles homonymes, voir Bowman.
La Bowman Lake Patrol Cabin est une cabane en rondins dans le comté de Flathead, dans le Montana, aux États-Unis. Protégée au sein du parc national de Glacier, cette construction de 1934 est inscrite au Registre national des lieux historiques depuis le 14 février 1986.